# Ilex ovalifolia
Ilex ovalifolia é um gênero de plantas com flores. Foi descrito pela primeira vez por GFW Mey.. Ilex ovalifolia pertence ao gênero Ilex, e à família Aquifoliaceae.
Este tipo de planta pode ser encontrado em:
- Guiana
- Suriname
- Guiana Francesa

Não há tipos listados como este.